# Sixtinus Amama

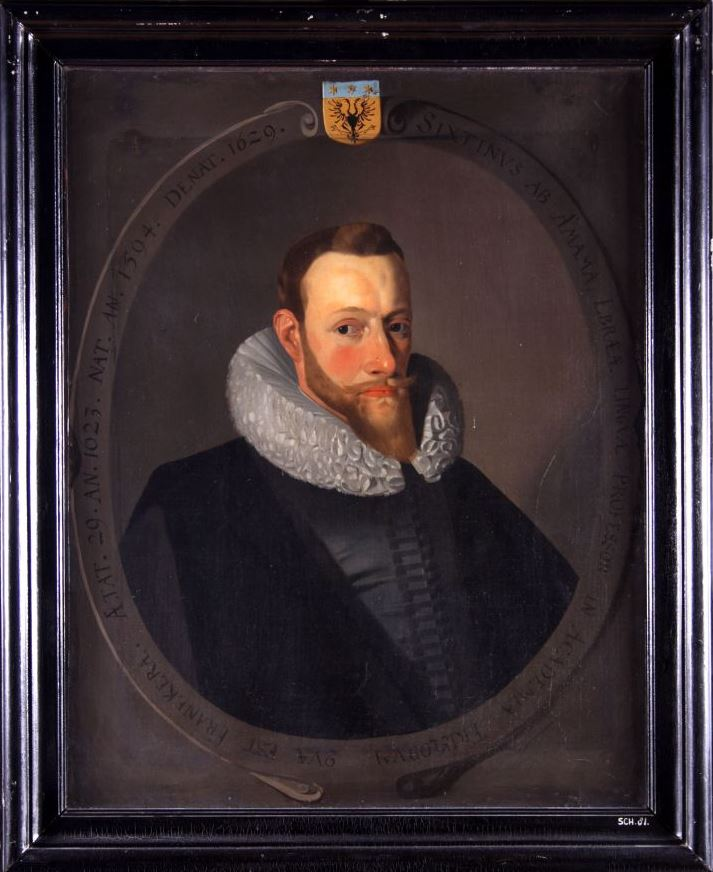
Sixtinus Amama

Sixtinus Amama (* 13. Oktober 1593 in Franeker; † 9. November 1639 ebenda) war ein niederländischer reformierter Theologe und Orientalist.

## Leben
Sixtinus Amama wurde am 13. Oktober 1593 in Franeker, einer Stadt in der niederländischen Provinz Friesland, geboren. Er studierte ab 1610 an der Universität Franeker orientalische Sprachen und später an der Universität Oxford. Ab 1614 studierte er auch an der Universität in Leiden die arabische Sprache. 1616 wurde er an der Franeker Universität Professor für Literatur und orientalische Sprachen, davor allerdings wurde er untersucht, da er des Arianismus verdächtigt wurde.

## Werke
- Dissertatiuncula, qua ostenditur prȩcipuos papismi errores ex ignorantia ebraismi & Vulgatâ versione partim ortum partim incrementum sumpsisse. Heynsius, Franeker 1618. (Digitalisat)
- Censura vulgatae versionis quinque librorum Mosis. Heynsius, Franeker 1620. (Digitalisat)
- Bybelsche conferentie, in welcke de Nederlandtsche oversettinghe des Bybels, die eertijts uyt de Hoogh-duytsche D.D. Lutheri int Nederlandtsch ghestelt, ende tot noch toe in de Nederlandtsche kercken ghebruyckt is ... met de beste oversettinghen vergheleken wort. Jansz, Amsterdam 1623. (Digitalisat)
- Coronis ad grammaticam Martinio-Buxtorfianam: continens 1. Explicationem omnium ... difficultatum textus Ebraïci, ordine Biblico institutam, 2. Dissertationem de Keri & Chetib ... 3. Consilium de studio Ebraïco benè instituendo. Laaurentius, Amsterdam 1625. (Digitalisat)
- Anti-Barbarus biblicus in 6 libros distributus. Laurentius, Amsterdam 1628. (Digitalisat)